# Chasing Shadows (album, Tony Grey)
Chasing Shadows je druhé sólové studiové album anglického jazzového baskytaristy Tonyho Greye. Vydáno bylo společností Abstract Logix dne 20. května 2008. Vedle jiných se na něm podíleli například slovenský bubeník Martin Valihora a japonská klavíristka Hiromi Uehara. Nahráno bylo v srpnu 2007 v New Yorku.

## Seznam skladeb
Autorem všech skladeb je Tony Grey.
| Pořadí | Název                  | Délka |
| ------ | ---------------------- | ----- |
| 1.     | Chasing Shadows        | 6:20  |
| 2.     | Walking in Walking Out | 7:21  |
| 3.     | Guiding Light          | 8:31  |
| 4.     | No Mans Land           | 7:52  |
| 5.     | Don't Look for Love    | 6:18  |
| 6.     | Peace of Mind          | 7:44  |
| 7.     | Dark Within            | 8:27  |
| 8.     | One of Those Lives     | 5:29  |
| 9.     | Where Does It End      | 4:28  |

## Obsazení
- Tony Grey – baskytara, klávesy
- Tim Miller – kytara
- Lionel Loueke – kytara
- John Shannon – kytara
- Gregoire Maret – harmonika
- Bob Reynolds – sopránsaxofon, tenorsaxofon
- Dan Brantigan – trubka
- Elliot Mason – pozoun, basová trubka
- Hiromi Uehara – klavír
- Oli Rockberger – klavír, klávesy
- Chris Dave – bicí
- Martin Valihora – bicí
- Ronald Bruner Jr. – bicí